# Dauphin Royal (1668)
Il Dauphin Royal fu un vascello di linea francese da 104 cannoni che prestò servizio nella Marine royale dal 1670 al 1698.

## Storia

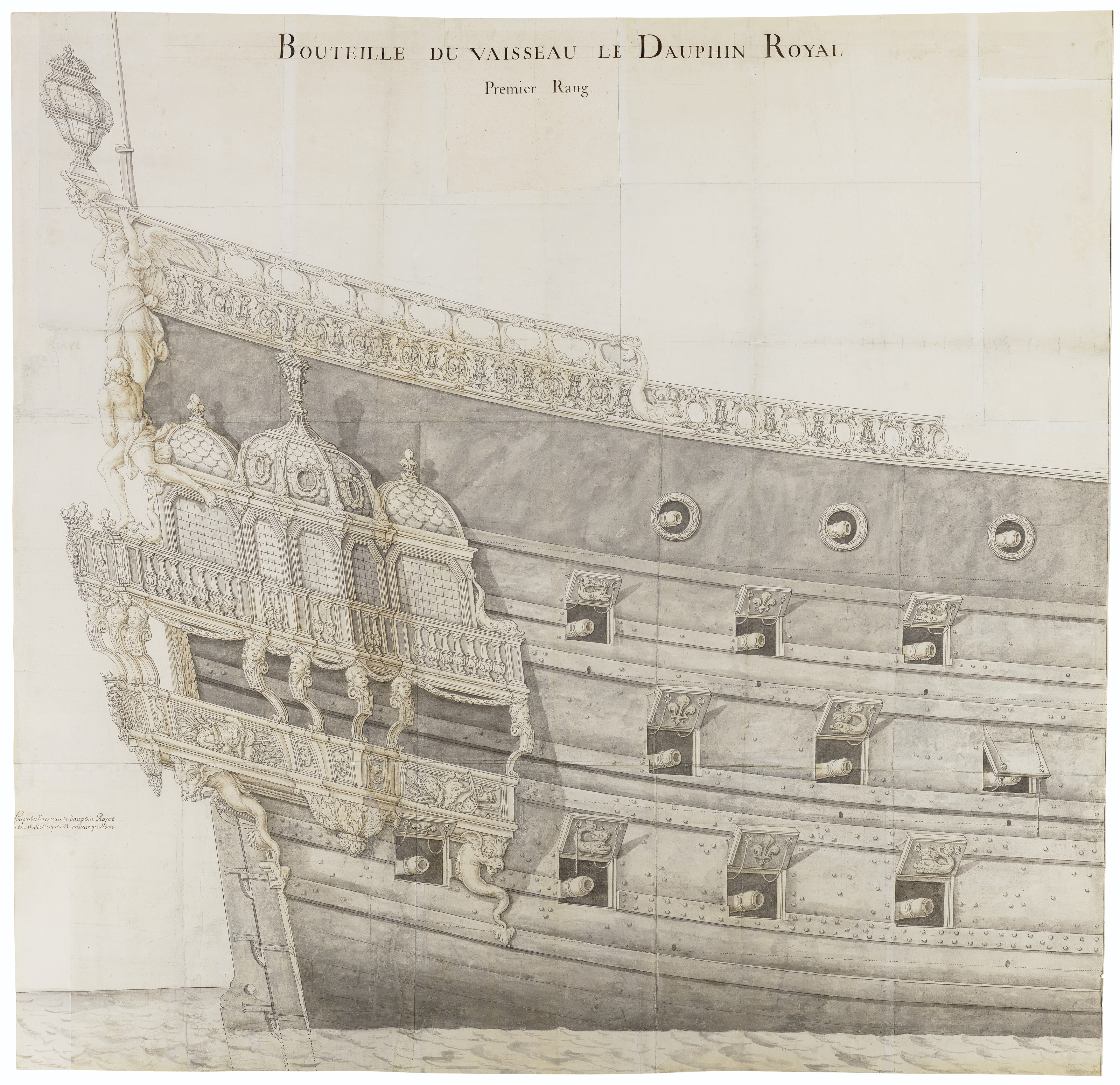
La poppa del vascello Le Dauphin Royal.

Il vascello a tre ponti di primo rango da 104 cannoni Dauphin Royal, prima nave con questo nome, fu costruito presso l'arsenale di Tolone sotto la direzione del costruttore navale François Pomet. La nave prendeva il nome dal figlio primogenito di re Luigi XV, il Delfino Luigi. La nave dislocava 1800 tonnellate, era lunga 159,6 piedi francesi, larga 43,6 piedi e con un pescaggio di 20 piedi. L'armamento consisteva in 28 cannoni da 38 libbre, 28 cannoni da 18 libbre, 28 cannoni da 8 libbre e 16 cannoni da 6 libbre sul cassero e sul castello di prua. Il peso totale della bordata era pari a 886 libbre. Impostata nel marzo 1667 fu varata il 29 marzo 1668, e completata nell'aprile 1670, entrando quindoi in servizio nella Marine royale. Assegnata alla Flotta del Levante, era la seconda unità per grandezza dopo la nave ammiraglia Royal Louis che dislocava 2.400 tonnellate. Gli altri vascelli di primo rango costruiti a Tolone nel medesimo periodo come lo Spectre (1.600 t), il Royale-Thérèse e il Lys (1.500 t) erano armati da 76 a 80 cannoni. Dato il nome che portava il Royal Dauphin beneficiava di numerose particolarità come l'armamento composto da cannoni in bronzo, e la ricca decorazione della poppa.
Dopo l'entrata in servizio il Dauphin Royal venne rinominato Royal Dauphin nel giugno 1671 e partecipò, nel corso della guerra dei nove anni, alla battaglia di Beachy Head il 10 luglio 1690. Rinominato Dauphine Royal nel 1691, prese parte alla battaglia di Lagos il 28 giugno 1693, come nave ammiraglia del tenente generale Louis-François de Rousselet, conte di Châteaurenault, sotto il viceammiraglio Anne Hilarion de Costentin de Tourville. La nave venne dismessa nel 1698 o 1699 e demolita nel giugno 1700.

### Fonti
1. 1 2 3 4 5 6 7 8  Threedecks.
2. 1 2 3  Netmarine.
3. ↑  Peter 1995, p. 25.